# Kruiner Tunnel
Der Kruiner Tunnel ist ein 89 Meter langer kombinierter Eisenbahn- und Straßentunnel in der nordrhein-westfälischen Stadt Gevelsberg in Deutschland. Er durchschneidet den Damm der Bahnstrecke Elberfeld–Dortmund und befindet sich südlich der Gevelsberger Innenstadt nahe der Stadtgrenze zu Ennepetal. Durch den Tunnel führen die Ennepetalbahn und die Landesstraße L 700, welche bis 2015 die Bundesstraße 7 war.
Seit 1988 steht der Tunnel unter Denkmalschutz und ist unter der Nr. 91 in der Baudenkmalliste von Gevelsberg verzeichnet.

## Geschichte

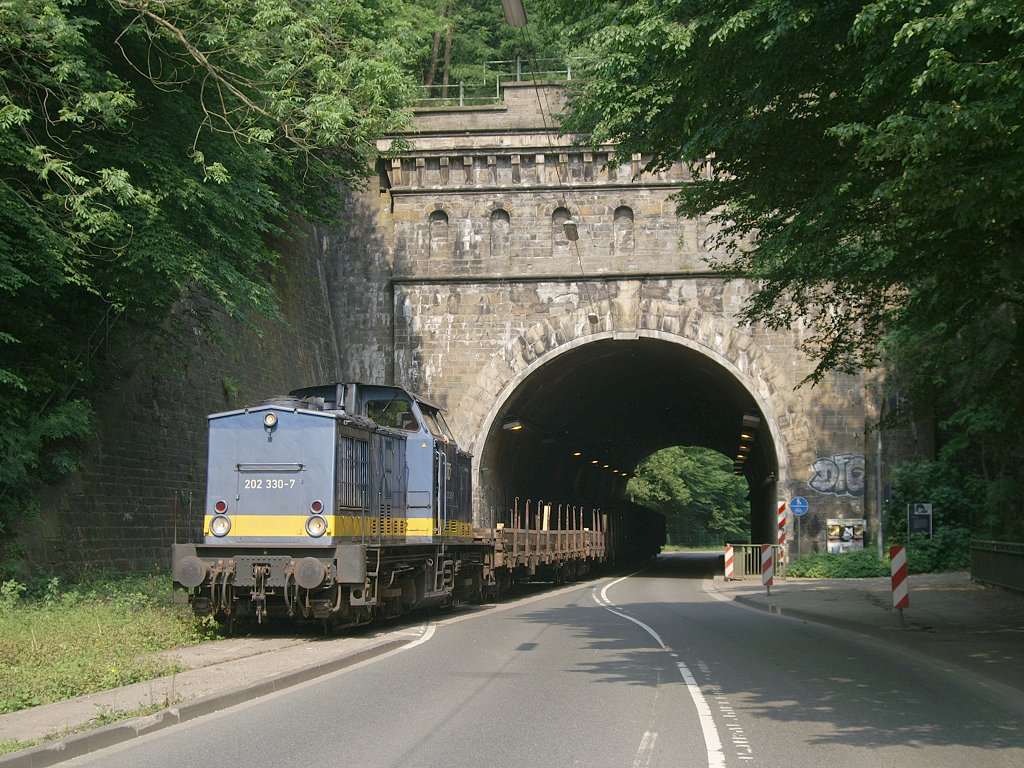
Zug beim Passieren des Tunnels in Richtung Ennepetal, 2006

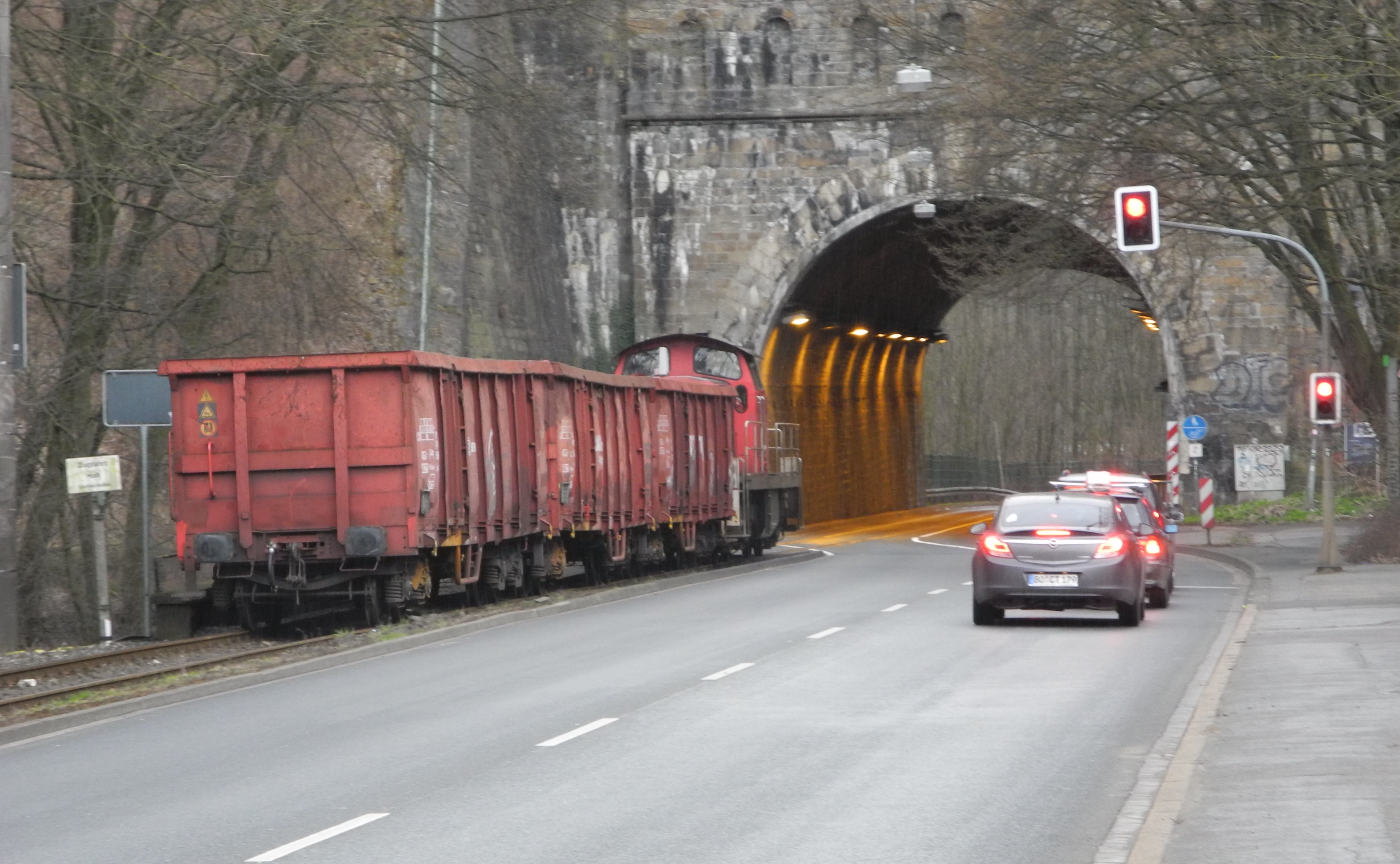
Vor dem Südportal bei aktivierter Signalanlage haltende Autos

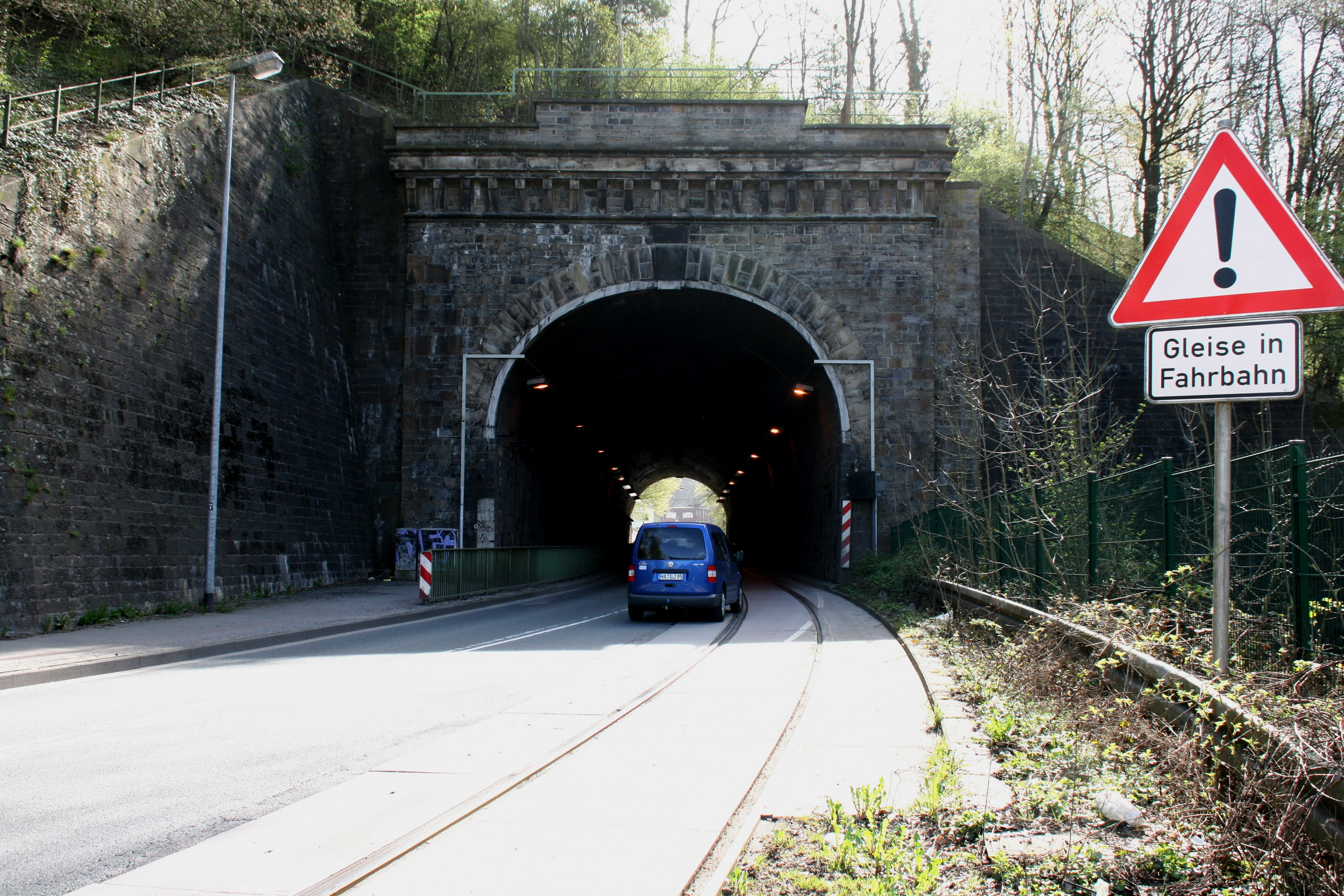
Nordportal

Die Bauarbeiten der Bahnstrecke Elberfeld–Dortmund begannen im Jahre 1845. Der Streckenabschnitt Wuppertal-Schwelm wurde bereits im Oktober 1847 in Betrieb genommen. Die schwierigen Geländeverhältnisse verzögerten den weiteren Bau. Zwischen Ennepetal und Gevelsberg musste im Bereich des heutigen Tunnels ein 340 Meter langer und bis zu 120 Meter breiter Eisenbahndamm errichtet werden, der zudem noch die Ennepe neben dem Tunnel quert. Die notwendigen Flächen konnten erst nach Enteignungen erworben werden, sodass der Bau des Damms und des Tunnels erst im Mai 1846 aufgenommen wurde. Die etwa 500.000 m³ Erde stammen aus dem Einschnitt beim Haus Martfeld in der Nähe von Schwelm und mussten mühsam von tausenden Arbeitern per Schubkarre herangeschafft werden.
Der Tunnel wird seit der Fertigstellung oberhalb von der Bergisch-Märkischen Eisenbahn überquert und im Tunnel von der Ennepetalbahn und der Landesstraße L 700 durchquert. Hinzu kam von 1907 bis 1956 eine eingleisige Verbindung der Straßenbahn Ennepe von Voerde nach Haßlinghausen. Später wurden im Tunnel der Straßen- und der Schienenverkehr durch eine Leitplanke abgetrennt. Dem Straßenverkehr stand nur eine Fahrspur für beide Richtungen zur Verfügung; der Verkehr wurde ab 1961 durch Ampeln geregelt.
Im Jahre 1992 wurde das Gleis ebenfalls mit einer Fahrbahndecke ausgestattet, der Straßenverkehr kann seither die volle Verkehrsfläche im Tunnel nutzen und ihn zweispurig passieren. Wenn heute Züge der Ennepetalbahn den Tunnel passieren, wird für die Dauer der Zugfahrt der Straßenverkehr durch Ampeln gesperrt.
Aufgrund einer hohen Anzahl von Stürzen durch die in die Fahrbahn verlegten Schienen ist der Tunnel schon seit längerer Zeit für Zweiradfahrer gesperrt.

## Belege
1. ↑  Bau der Bergisch-Märkischen Strecke, abgerufen am 25. Dezember 2015
2. 1 2  Der Wunderbau in Ennepetal-Milspe, abgerufen am 25. Dezember 2015